# Commonwealth Scientific and Industrial Research Organisation

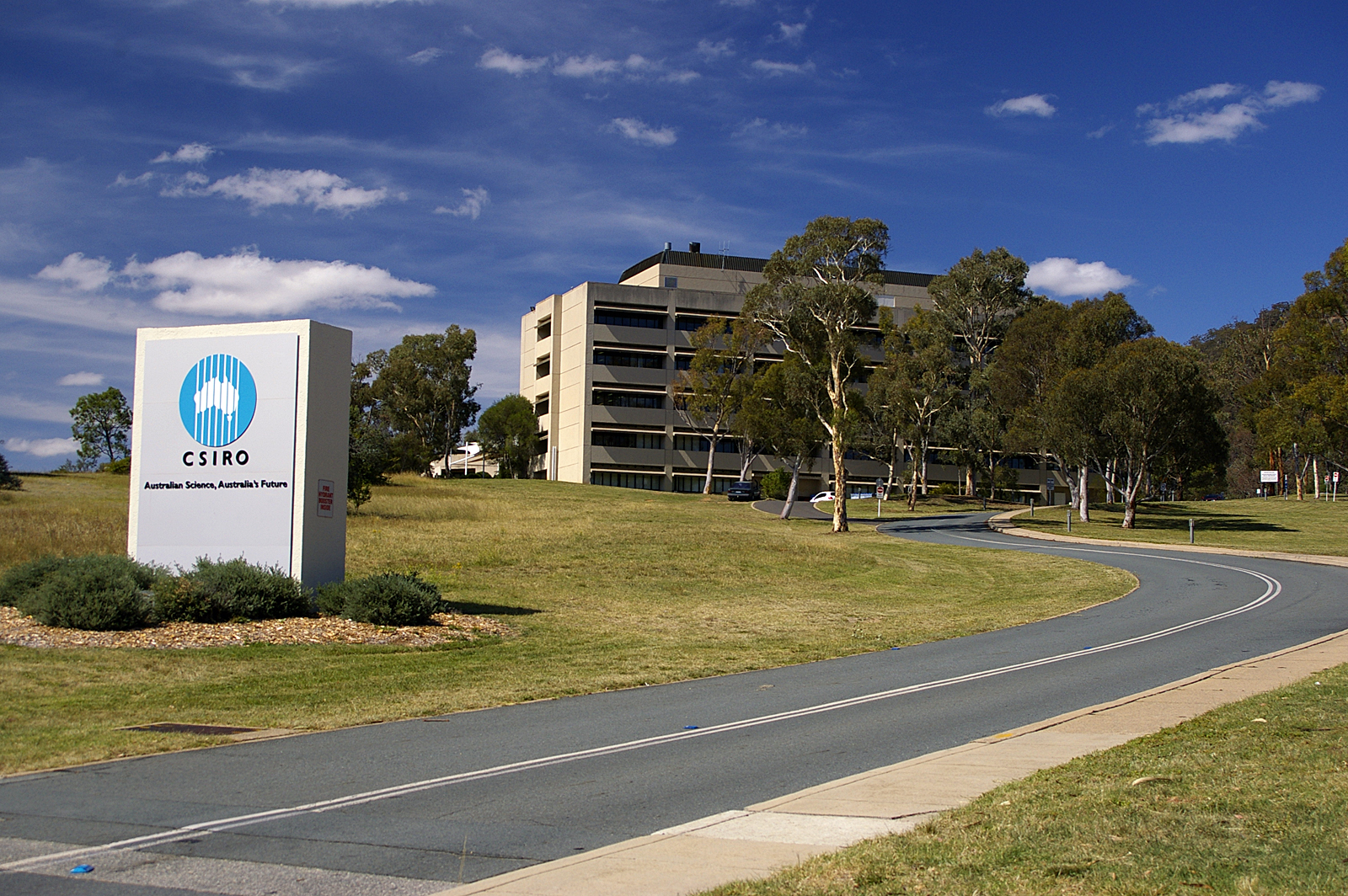
Sede da CSIRO em Canberra, Austrália.

A Commonwealth Scientific and Industrial Research Organisation (CSIRO, em português: Organização de Ciência e Pesquisa Industrial da Commonwealth) é o órgão nacional para pesquisa científica na Austrália. Foi fundado em 1926 com o nome de "Conselho Consultivo da Ciência e da Indústria" ("Advisory Council of Science and Industry", em inglês). Dentre outras coisas, gerencia o programa espacial australiano.
Em 2020, O radiotelescópio Parkes de 64 metros da CSIRO, após 20 anos de monitoramento e análise de dados, observou que o espaço-tempo é arrastado em torno de uma estrela de nêutrons em rápida rotação.

## Estrutura
O CSIRO é governado por um conselho designado pelo governo australiano. Existem nove diretores, inclusive o executivo-chefe, responsável pela administração da organização.

### Áreas de pesquisa e foco
O CSIRO está estruturado em unidades de negócios de pesquisa, instalações e coleções nacionais e serviços.